# Наоки Мацуда
Наоки Мацуда (на японски език - 松田 直樹) е японски футболист, защитник.

## Кариера
Почти цялата му кариера преминава в тима на Йокохама Маринос. С него става три пъти шампион (1995, 2003, 2004 г.).
Записал е и 40 мача за националния отбор на Япония. Също така е участвал на Олимпийските игри през 1996 г. и 2000 г.
На 2 август 2011 г. само 15 минути след началото на тренировка с новия му тим, получава спиране на сърцето. Умира 2 дни по-късно.